# Manuel Ángel Conejero-Tomás Dionís-Bayer
Manuel Ángel Conejero-Tomás Dionís-Bayer (València, 1943) és un filòleg en llengua anglesa, actor i dramaturg valencià.

## Biografia
Conejero-Tomás, tot i nàixer a València el 5 de març de 1943, és originari de Xirivella (Horta Oest), on ha residit des de ben menut. El seu germà Vicente és director de l'Institut de Biologia Molecular i Cel·lular de Plantes de la Universitat Politècnica de València (UPV), a més de catedràtic en l'Escola Tècnica Superior d'Enginyers Agrònoms de la mateixa universitat.
Manuel Ángel Conejero es llicencià en Filologia Anglesa el 1965 per la Universitat de València (UV), aconseguint la plaça de professor titular de literatura anglesa i de catedràtic uns anys després, el 1979. A més de filologia estudià interpretació en l'àmbit del teatre i el cinema a Teatros Españoles Universitarios (TEU) i la companyia d'Ana Mariscal.
El 1972 presideix els anomenats Encuentros Shakespeare, embrió de la Fundació Shakespeare que també presideix i des de la qual ha portat a terme la principal obra: la traducció al castellà de l'obra de William Shakespeare. També ha traduït a l'anglès l'obra poètica completa d'Ausiàs March.
Pel que fa a la interpretació, Conejero-Tomás ha actuat amb la companyia Teatre Jove, que també dirigí entre 1986 i 1995, en diversos teatres tant a Espanya com a la resta del món. El 1999 va retornar als escenaris amb l'obra Hamlet en el espejo.

### Càrrecs i reconeixements
Ha ocupat diversos càrrecs de prestigi, com ara la direcció general de Teatros Nacionales (1982-1983), director del Palau de la Música de València (1987-1990 i 1991-1993), director artístic de Teatres de la Generalitat (1995-1996) i membre del Consell Valencià de Cultura.
El seu treball com a traductor de Shakespeare i l'intercanvi cultural amb el Regne Unit li van valer el títol d'Oficial de l'Imperi Britànic, concedit per sa majestat la reina Isabel II del Regne Unit.
L'ajuntament de Xirivella retolà el nom d'un carrer com Germans Conejero-Tomás en honor de Manuel Ángel i Vicente.

## Obra

### Assaig
- Shakespeare, Orden y Caos (1973)
- Eros Adolescente (1980)
- La Escena, el Sueño, la Palabra (1983)
- Rethoric, Theatre and Translation (1991)
- Hamlet from Hamlet (1991)
- El Actor y la Palabra (1999)

### Teatre
- Dioses Nocturnos (1995)
- Tres Nobles Amigos (1999)
- Hamlet en el Espejo (1999)
- Yo no soy el Rey Lear (1999)
- Amor Maldito

### Traduccions
Shakespeare
- El Rey Lear (King Lear) (1980)
- Macbeth (1980)
- El Mercader de Venecia (The Merchant of Venice) (1981)
- Como Gustéis (As You Like lt) (1983)
- Otelo (Othello) (1984)
- Romeo y Julieta (Romeo and Juliet) (1987).
- Noche de Reyes (Twelfth Night) (1988)
- Hamlet (1989)
- Macbeth (1992) - Traducció al valencià
- La Tempestad (The Tempest) (1993)
- Ricardo II (Richard II) (1997)
- El Sueño de una noche de verano (A Midsummer Night's Dream)(2011)

Ausiàs March (1986-1993), en tres volums
Altres
- Seis personajes en busca de autor (Sei Personaggi in cerca d'autore) de Luigi Pirandello (1980)
- Cuando llegue tu momento (The Time of Your Life), de William Saroyan (1982)
- El jardín de los cerezos (The Cherry Orchard), d'Anton Txékhov (1983)
- La gata sobre el tejado de zinc caliente (A Cat on a Hot Tin Roof), de Tennessee Williams (1995)